# 1-氨基-8-甲氨基-4,5-二羟基蒽醌
1-氨基-8-甲氨基-4,5-二羟基蒽醌是一种有机化合物，化学式为C15H12N2O4。它可由1,8-二氨基-4,5-二羟基蒽醌和甲醇、硫酸加热反应制得，该反应的副产物为1,8-二(甲氨基)-4,5-二羟基蒽醌。它可以反应产生单线态氧（3.99×10-7 mol·L-1·s-1）。